# 大槻幸雄
大槻 幸雄（おおつき ゆきお、1930年 - ）は、日本の機械工学者。カワサキの大型二輪車の開発および川崎重工業のガスタービン事業の立ち上げから発展に大きく寄与した。

## 概要
航空機の設計に憧れて、京都大学工学部に入学。当時は航空工学科が無かったため、機械工学科で流体力学を専攻した。1955年に京都大学大学院で工学部の修士課程を一年経た後、川崎航空機工業に入社。当時、川崎航空機工業は、国内で唯一、アメリカ軍航空機のジェットエンジンのオーバーホールを行っており、航空機設計を目指して同社を選んだという。1956年に日本ジェットエンジンに出向して、ジェットエンジンの研究を行う。出向から戻った後、ガスタービンの仕事を担当。

### 大型二輪車の開発
1960年代には米軍からの仕事が少なくなり、同社航空関係部門から、新たな交通の足となっていた二輪車の設計に従事することとなった。1967年、国内の小型二輪車の市場はホンダ、ヤマハ、スズキの大手3社で寡占状態となり、川崎重工業は大型二輪車で対抗することを決定し、とくに北米市場を重視。大型化・大出力化した新型エンジン・車体の設計をする新規プロジェクトの責任者に大槻が抜擢された。大槻は世界一の馬力・パフォーマンスを常に唱えていたため、カワサキ・モータースの役員アラン・マセックから「Mr. Horse Power」とのニックネームをもらい、「Mr. HP」や「HP大槻」と呼ばれるようになった。北米の市場調査をし、現地のアメリカ人調査員の意見を最重視し、当時としては、異例の開発方法であるマーケット中心で製品の開発設計・製造を行い、その結果としてカワサキ・マッハIIIが開発された。また、排気ガス規制の強化による将来的な4ストローク時代を予測し、1967年に4ストローク、4気筒、DOHCの具体化に関する研究を始めた。1968年10月、ホンダから4ストローク、4気筒SOHCのCB750が登場すると、これに対抗するため、開発中のN600プロジェクトを中断し、後のカワサキ・Z1の開発を始めた。ライバル企業の方が技術者が多いため、普通に対抗しては負けると考えた。そこで、旧日本軍の零戦の要求仕様を参考に、最高性能の要求に対して新しい開発方法を模索し、商品の需要が大きなアメリカの販売会社の意見・要求を重視して開発するようにした。

### ガスタービンの開発
Z1の試験が好調に終わり、生産に移ろうとする頃の1971年、大槻は新規のガスタービン事業の責任者に選抜され、同社初の純国産ガスタービン KG72の設計開発を開始。なお、単車事業側からの抗議により、単車事業部とジェットエンジン事業部の両方に所属してカワサキ・Z1300の開発終了まで単車事業に携わることになった。ガスタービンの開発にあたっては、単車事業での消費財の開発経験を活かして、航空機用エンジンとは異なる単車の試験・開発手法を参考にして取り組み、コストの低減と信頼性の両立などに取り組んだ。初めて商品化された純国産ガスタービンS1A-01、及び同製品を用いたPU200型発電設備の開発・製品化に携わった。本機をベースとして、より大型化したもの、常用設備など、様々な製品の開発に取り組み、ガスタービン事業部の立ち上げから発展に大きく寄与した。

## 略歴
- 1930年 - 京都府に生誕[4]
- 1949年 - 旧制第五高等学校一年修了
- 1950年 - 京都大学工学部機械工学科
- 1954年 - 京都大学工学部機械工学科卒業
- 1955年 - 京都大学大学院修士一年修了、川崎航空機工業に入社
- 1956年 - 日本ジェットエンジンに出向
- 1960年 - 川崎航空機工業に戻り、ガスタービンに関する研究に従事
- 1962年 - 単車事業部の設計部（二輪車の開発設計）
- 1965年 - ドイツ・アーヘン工科大学ジェットエンジン研究所へ留学（ドイツ政府フンボルト財団奨学生）
- 1966年 - 留学から帰国直後、日本グランプリ・レース監督として出場
- 1969年 - カワサキ・マッハ (500SS) を開発。その後、750cc、350cc、250ccをシリーズ化。
- 1971年 - 単車事業部設計部長兼ジェットエンジン事業部長付。300馬力級の同社初の純国産ガスタービン「KG72」の設計開発を開始[6]
- 1972年 - カワサキ・Z1/ZIIの開発
- 1974年 - 純国産ガスタービン「KG72」を開発[12]
- 1976年 - S1A-01、カワサキPU200型ガスタービン発電設備を開発[13][14]
- 1977年 - M1A-01を開発[11]
- 1978年 - カワサキ・Z1300の開発
- 1979年 - 「ガスタービンの性能に関する研究」で京都大学工学博士号を取得[15]
- 1981年 - ジェットエンジン事業部産業ガスタービン統括部長
- 1984年 - ジェットエンジン事業部副事業部長
- 1990年 - 汎用ガスタービン事業部長
- 1995年 - 航空宇宙事業本部副本部長、常務取締役を歴任
- 1996年 - 日本ガスタービン学会会長
- 1997年 - 通産省工業技術院機械技術研究評価委員
- 2001年 - 日本ガスタービン学会名誉会員
- 2003年 - 川崎重工業を退職

## 賞歴
- 1977年 - 日本機械学会技術賞受賞[4]
- 1982年 - 日本ガスタービン学会技術賞受賞
- 1992年 - 科学技術庁長官賞、兵庫県科学賞受賞
- 2002年 - 国土交通省交通文化賞受賞
- 2019年 - 日本自動車殿堂の殿堂者に選出[1]